# Trichonta delicata
Trichonta delicata är en tvåvingeart som beskrevs av Gagne 1981. Trichonta delicata ingår i släktet Trichonta och familjen svampmyggor. Enligt den finländska rödlistan är arten otillräckligt studerad i Finland. Arten har ej påträffats i Sverige. Inga underarter finns listade i Catalogue of Life.